# 関鉄自動車工業
関鉄自動車工業株式会社（かんてつじどうしゃこうぎょう、英: Kantetsu Jikou Co.,Ltd.）は、関東鉄道グループ（京成グループ）の自動車整備業者である。
関東鉄道グループに属するバス車両の車検や定期点検、日常の整備業務を主に担当している。なお、バス以外の車両（乗用車、大型特殊等）の整備や車検も対応している他、鈑金塗装、中古車販売、賃貸業も展開している。
2025年（令和7年）2月に土浦市真鍋からかすみがうら市上稲吉に本社が移転した。

## 事業概要
- 自動車整備業
- 鈑金塗装
- 中古車販売
- 賃貸業

## 事業所

### 整備工場
- 土浦工場 
  - かすみがうら市上稲吉1828
本社併設
- 石岡工場
  - 石岡市行里川5-18
関東鉄道石岡営業所に併設
- 鉾田工場
  - 鉾田市鉾田2600-2
関東鉄道石岡営業所鉾田車庫に併設
- 下妻営業所
  - 下妻市下妻乙1274
関東鉄道つくば北営業所下妻車庫に併設

### タイヤ販売店
- タイヤランドつくば（ダンロップ販売店）[注 1]
  - つくばみらい市台833-38